# Liste der Monuments historiques in Lévigny
Die Liste der Monuments historiques in Lévigny führt die Monuments historiques in der französischen Gemeinde Lévigny auf.

## Liste der Objekte
| Bezeichnung                         | Beschreibung | Standort                                     | Kennzeichnung | Schutzstatus | Datum | Bild |
| ----------------------------------- | --- | -------------------------------------------- | ------------- | ------------ | ----- | ---- |
| Triumphbogen                        | Schmiedeeisen, vergoldet, 18. Jahrhundert                                                                        | in der Kirche Assomption-de-la-Vierge (Lage) | PM10004681    | Inscrit      | 1978  |      |
| Hauptaltar                          | Altartisch und Retabel; Holz, farbig gefasst und vergoldet, 18. Jahrhundert; zugehörig PM10004678 bis PM10004680 | in der Kirche Assomption-de-la-Vierge (Lage) | PM10004677    | Inscrit      | 1978  |      |
| Skulptur Petrus                     | Holz, farbig gefasst und vergoldet, 18. Jahrhundert                                                              | in der Kirche Assomption-de-la-Vierge (Lage) | PM10004678    | Inscrit      | 1978  |      |
| Skulptur Paulus                     | Holz, farbig gefasst und vergoldet, 18. Jahrhundert                                                              | in der Kirche Assomption-de-la-Vierge (Lage) | PM10004679    | Inscrit      | 1978  |      |
| Zwei Engelsskulpturen               | Holz, farbig gefasst und vergoldet, 18. Jahrhundert                                                              | in der Kirche Assomption-de-la-Vierge (Lage) | PM10004680    | Inscrit      | 1978  |      |
| Weihwasserbecken                    | Bronze, 16. Jahrhundert                                                                                          | in der Kirche Assomption-de-la-Vierge (Lage) | PM10001003    | Classé       | 1978  |      |
| Kruzifix                            | Holz und Bronze, bemalt, 18. Jahrhundert                                                                         | in der Kirche Assomption-de-la-Vierge (Lage) | PM10004682    | Inscrit      | 1978  |      |
| Maria-Rosenkranz-Altar              | Altartisch, Retabel und Tabernakel; Holz, farbig gefasst, 18. Jahrhundert; zugehörig PM10004684                  | in der Kirche Assomption-de-la-Vierge (Lage) | PM10004683    | Inscrit      | 1978  |      |
| Gemälde Einsetzung des Rosenkranzes | Ölfarbe auf Leinwand, 18. Jahrhundert                                                                            | in der Kirche Assomption-de-la-Vierge (Lage) | PM10004684    | Inscrit      | 1978  |      |